# Dublin Core
Dublin Core är en standard med definitioner av metadata-element för beskrivning av informationsresurser. Det finns i princip ingen begränsning för vilken typ av resurs som kan beskrivas                 med hjälp av Dublin Core. Grunduppsättningen består av 15 metadataelement, Dublin Core Metadata Element Set (DCMES), som är fastställda i flera standarder, bl.a. RFC 5013 och ISO 15836-2009 . Dublin Core är i sig inget system för att klassificera information utan enbart en vokabulär för de begrepp som kan användas för att beskriva något. Dublin Core har främjat en enkel och uniform metadatahantering som haft särskilt stor betydelse i Internet-miljö. 
Dublin Core kan användas bl.a. för att beskriva resurser som länkade data och på den semantiska webben men betraktas som otillräcklig för att t.ex. beskriva arkivinformation i tillräckligt stor utsträckning. 